# November 2011
Dit artikel geeft een chronologisch overzicht van belangrijke gebeurtenissen per dag in de maand november van het jaar 2011.

## Gebeurtenissen

### 1 november
- Het aantal Amerikanen dat een dodelijke overdosis pijnstillers inneemt, is de afgelopen jaren meer dan verdriedubbeld. Inmiddels eisen overdoses pijnstillers meer levens dan cocaïne en heroïne samen. Dat meldden de Amerikaanse Centra voor Ziektebestrijding en Preventie.
- De Politie Rotterdam-Rijnmond houdt op de Meent in de Maasstad een automobilist aan voor het rijden zonder rijbewijs. Het is de zevende keer dat de 31-jarige man zonder vaste woon- of verblijfplaats is aangehouden voor dit vergrijp.

### 2 november
- De Russische wapenhandelaar Viktor Boet wordt door een Amerikaanse federale rechtbank in New York schuldig bevonden aan een poging een miljoenendeal te sluiten met FARC-rebellen in Colombia.
- De familie Brenninkmeijer, bekend van de C&A-winkelketen, is de rijkste familie van Nederland, met een geschat vermogen van 22 miljard euro. Dat blijkt uit de Quote 500 van vermogendste Nederlanders.
- Met zijn twee doelpunten tegen Olympique Lyon bereikt Cristiano Ronaldo een persoonlijke mijlpaal. De Portugese voetballer staat nu op 100 treffers in dienst van Real Madrid.
- De Amerikaanse tennisbroers Bob en Mike Bryan sluiten voor de zevende keer het jaar af als nummer 1 van de wereldranglijst in het dubbelspel.

### 3 november
- De strippenkaart is niet meer bruikbaar in het openbaar vervoer in Nederland. Hij is nu overal vervangen door de OV-chipkaart.

### 5 november
- In Henderson (Nevada) behaalt de Amerikaanse triatleet Jordan Rapp de wereldtitel lange afstand. Bij de vrouwen gaat de zege naar de Britse Rachel Joyce.

### 6 november
- De Griekse premier Giorgos Papandreou en oppositieleider Andonis Samaras komen tot een principe-akkoord tot een regering van nationale eenheid, die het reddingsplan voor het land vanwege de schuldencrisis moet aanvaarden, waarna nieuwe verkiezingen worden uitgeschreven.

### 8 november
- De aardscherende planetoïde 2005 YU55 vliegt op een afstand van 325.000 kilometer langs de Aarde, minder dan de afstand tot de Maan.

### 9 november
- Bondscoach Claudio Borghi verwijdert vijf internationals uit de selectie van het Chileens voetbalelftal in de aanloop naar de WK-kwalificatieduels tegen Uruguay en Paraguay. Het vijftal – Gonzalo Jara, Jorge Valdivia, Jean Beausejour, Carlos Carmona en Arturo Vidal – zou te laat zijn komen opdagen bij een training nadat zij dronken waren teruggekomen na een avondje vrijaf.

### 10 november
- Frederick Pitcher volgt Marcus Stephen voor een periode van zes dagen op als president van Nauru.

### 12 november
- De Italiaanse premier Silvio Berlusconi biedt zijn ontslag aan aan president Napolitano en treedt af. Mario Monti wordt premier van een nieuw zakenkabinet, kabinet-Monti.
- De Arabische Liga verklaart dat het lidmaatschap van Syrië van de organisatie per 16 november wordt opgeschort als het land het geweld tegen demonstranten niet stopt. Ook zullen er sancties worden genomen en worden de leden opgeroepen de ambassadeurs terug te roepen.
- Landelijke intocht van Sinterklaas in Nederland. Plaats van aankomst is Dordrecht.

### 14 november
- De Europese Unie staat het gebruik van zoetstof uit de steviaplant toe.

### 15 november
- Sprent Dabwido volgt Frederick Pitcher op als president van Nauru.

### 18 november
- Gloria Macapagal-Arroyo, de voormalige president van de Filipijnen, wordt gearresteerd vanwege mogelijke fraude bij de Filipijnse verkiezingen van 2007.

### 19 november
- Op het Tahrirplein in Caïro komt het opnieuw tot grootschalige protesten, dit keer tegen de Opperste Raad gericht. Demonstranten raken slaags met de politie.
- Saif al-Islam al-Qadhafi wordt gearresteerd bij de stad Obari in het zuidwesten van Libië.

### 20 november
- In de Spaanse parlementsverkiezingen behaalt de conservatieve Partido Popular van Mariano Rajoy een grote overwinning ten koste van de socialistische PSOE van premier Zapatero.

### 21 november
- In België biedt Elio Di Rupo zijn ontslag aan als formateur bij koning Albert. De koning houdt het ontslag in beraad.

### 23 november
- Na maanden van vaak gewelddadig neergeslagen protesten doet president Ali Abdullah Saleh van Jemen afstand van de macht.

### 26 november
- De Belgische regeringsonderhandelaars, onder leiding van formateur Elio Di Rupo, bereiken een akkoord over de begroting en sociaal-economische hervormingen. Anderhalf jaar na de verkiezingen lijkt daarmee de laatste grote hobbel in de formatie overwonnen.
- NASA lanceert het Mars Science Laboratory dat gedurende een missie van meerdere jaren de bewoonbaarheid van Mars zal nagaan.

### 27 november
- Roger Federer wint de finale van de ATP World Tour Finals. Hij verslaat de Fransman Jo-Wilfried Tsonga met 6-3, 6-7(6), 6-3. Federer is de eerste speler die zesmaal de ATP World Tour Finals weet te winnen. Het was de honderdste finale voor de Zwitser en zijn zeventigste toernooiwinst.

### 28 november
- Bij een bomaanslag op een hotel in Zamboanga City op het zuidelijke Filipijnse eiland Mindanao komen minstens 3 mensen om en vallen 27 gewonden.

### 29 november
- Een woedende menigte valt de Britse ambassade in Teheran aan. Ambassadepersoneel moet vluchten. In reactie hierop sluit de Britse regering zowel de eigen ambassade in Teheran als de Iraanse ambassade in Londen.

## Overleden
<< · januari · februari · maart · april · mei · juni · juli · augustus · september · oktober · november · december · >>